# Chambre des représentants (Yémen)
Pour les autres articles nationaux ou selon les autres juridictions, voir Chambre des représentants.
La Chambre des représentants (en arabe : ﻣﺠﻠﺲ ﺍﻟﻨﻮﺍﺏ romanisé : Majlis al-Nuwaab) est la chambre basse du parlement bicaméral du Yémen depuis 1994. Le Conseil consultatif formant la chambre haute. Les 301 représentants élus par les 19 circonscriptions y siègent pour un mandat de six ans. Elle est dominée par le Congrès général du peuple depuis l'unification de la République arabe du Yémen et la République démocratique populaire du Yémen en 1990.
Elle est dirigée depuis 2019 par Sultan al-Burkani.

## Histoire
| Suffrages exprimés                                                                      | Suffrages exprimés | Suffrages exprimés | 5 190 362 |             | 301 sièges à pourvoir | 301 sièges à pourvoir |
|                                                                                         |                    |                    |           |             |                       |                       |
| Liste                                                                                   | Tête de liste      |                    | Suffrages | Pourcentage | Sièges acquis         | Var.                  |
| Congrès général du peuple (al-Mu'tammar al-Cha'bi al-'Am)                               | Néant              |                    | 3 429 888 | 66,08 %     | 238 / 301             |                       |
| Congrès yéménite pour la réforme (al-Tajmu al-Yamani li al-Islah)                       | Néant              |                    | 1 333 394 | 25,69 %     | 46 / 301              |                       |
| Parti socialiste yéménite (Hizb al-Ichtirakiya al-Yamaniya)                             | Néant              |                    | 277 223   | 5,34 %      | 8 / 301               |                       |
| Organisation unioniste populaire nassérie (al-Tantheem al-Wahdawi al-Cha'bi al-Nasseri) | Néant              |                    | 109 480   | 2,11 %      | 3 / 301               |                       |
| Parti socialiste de renaissance arabe (Hizb al Baath al'Arabi al Ichtiraki)             | Néant              |                    | 40 377    | 0,78 %      | 2 / 301               |                       |
| Sans étiquette                                                                          | Néant              |                    | 0         | 0 %         | 4 / 301               |                       |

Le 24 janvier 2015, deux jours après la démission du président Abdrabbo Mansour Hadi, alors qu'il avait rejetée celle-ci, le Parlement renonça à se réunir, après que les Houthis aient assiégé son enceinte à partir de la veille.
Le 6 février 2015, les Houthis annoncent la dissolution du parlement et son remplacement par deux chambres parlementaires provisoires. Cette assemblée élirait un conseil présidentiel de transition constitué de 5 membres qui dirigerait le pays pendant 2 ans maximum.
Le 8 août 2016, la présidence de la Chambre des députés se réunit et convoque une séance pour le 13 août. Sous la menace de Houthis armés, 91 à 141 des 301 membres de la Chambre des députés, dont Yahya Ali al-Raie, président de la chambre parlementaire, se réunissent à Sanaa et votent à l'unanimité la confiance au Conseil politique suprême, mais ce score est inférieur au quorum de 151, ce qui provoque sa condamnation par le gouvernement installé à Aden et d'ambassadeurs de dix-huit pays favorables à un accord de paix.
Le 10 décembre 2016, le gouvernement Abdel Aziz ben Habtour, formé par les Houthis, obtient la confiance des 156 membres de la Chambre des députés présents.
Le 31 janvier 2017, le président Hadi décide de délocaliser le siège du Parlement à Aden,. Il doit s'y réunir vers la mi-août 2017. Après la mort d'Ali Abdallah Saleh lors de la bataille de Sanaa contre les Houthis, une nouvelle séance est prévue pour début février 2018 et doit réunir 135 membres, dont Mohammed al-Chadadi, vice-président de la Chambre des députés. Le 13 décembre 2017, peu après la mort d'Ali Abdallah Saleh lors de la bataille de Sanaa contre les Houthis, Akram Attia, autre vice-président, fuit vers les zones loyalistes.
Le 25 avril 2018, six jours après la mort, le 19 avril, du président du Conseil politique suprême, Saleh Ali al-Sammad, tué par une attaque aérienne lors de l'opération Restaurer l'espoir menée par l'Arabie saoudite dans le cadre de la guerre civile yéménite, Mehdi Hussein al-Machat prête serment devant 23 députés.
Depuis le début de la guerre, sur les 301 députés, 26 sont morts.
Le 13 avril 2019, le Parlement se réunit à Say'un et élit Sultan al-Burkani à sa tête.

## Féminisation
En 1997, Oras Sultan Naji et Oulouf Bakhoubaïra sont les deux premières femmes élues comme députées au Yémen. Naji est réélue en 2003. En 2010, celle-ci est la seule femme à siéger à la chambre basse.